# Файловая система Minix
Файловая система MINIX (англ. MINIX file system) — первая файловая система (ФС), которая использовалась в операционной системе MINIX, ставшей прообразом ядра Linux. Разработана в 1980-х Эндрю Таненбаумом. Продолжает использоваться для дискет и RAM-дисков.

## Ограничения
Данная файловая система имела ряд недостатков: размер дискового раздела до 64 МБ; размер файла: до 64 МБ; длина имени файла файла — до 14 или 30 символов. Поддерживается одна временная метка.

## Усовершенствования
В ранних версиях ОС Linux 1991 года ФС MINIX использовалась в качестве основной. Реализация была проведена Линусом Торвальдсом.
На базе данной реализации в 1992 году была создана файловая система ext, в которой исправлялись некоторые ограничения. Размер раздела ФС ext и файлов мог составлять до 2 ГБ, на имена отводилось до 255 символов. Сохранилась единственная временная метка и наблюдались проблемы с производительностью из-за использования в ряде структур ФС связных списков.
В январе 1993 Фрэнк Ся (англ. Frank Xia) предпринял независимую попытку расширения ФС MINIX под названием xiafs (автор предлагал также переименовать её в linuxfs). Он взял за основу реализацию MINIX от Линуса и в ходе расширения уменьшал объём и сложность изменений, из-за чего xiafs изначально казалась более стабильной, чем ext. Максимальный размер раздела увеличивался до 2 ГБ, но файлы все ещё были ограничены объёмом в 64 МБ. Под имя файла отводилось до 248 байтов, поддерживались три метки времени (время создания, модификации и последнего доступа).
Тогда же, в начале 1993 года на базе ext началось создание расширяемой файловой системы ext2, в которой поддерживались разделы до 2 ТБ и три метки времени. Позже ext2 стала основой для ext3 (2000 год) и ext4 (около 2006 года).
В январе 1997 года поддержка ext и xiafs была удалена из ядра (с версии 2.1.21).